# Steelyard Blues
Steelyard Blues è un album di Mike Bloomfield, Nick Gravenites, Paul Butterfield e Maria Muldaur, pubblicato dalla Warner Bros. Records nel 1972 come colonna sonora per l'omonimo film commedia (in italiano uscì con il titolo Una squillo per quattro svitati) del 1973, interpretato da Donald Sutherland, Jane Fonda e Peter Boyle.
La versione giapponese dell'album stampato su CD, dà autori differenti di tre brani, da quelle del disco originale: Do I Care (Muldaur) / Lonesome Star Blues (Gravenites, Bloomfield) / Here I Come (There She Goes) (Rankin, Rankin).

## Tracce
Lato A
1. Swing with It – 2:50 (Mike Bloomfield, Nick Gravenites)
2. Brand New Family – 3:25 (Mike Bloomfield, Nick Gravenites)
3. Woman's Love – 2:25 (Mike Bloomfield, Nick Gravenites)
4. Make the Headlines – 1:52 (Mike Bloomfield, Nick Gravenites)
5. Georgia Blues – 2:08 (Mike Bloomfield, Nick Gravenite, Maria Muldaur)
6. My Bag (The Oysters) – 3:15 (Mike Bloomfield, Nick Gravenites)
7. Common Ground – 2:20 (Mike Bloomfield, Nick Gravenites)

Lato B
1. Being Different – 2:44 (Mike Bloomfield, Nick Gravenites)
2. I've Been Searching – 1:55 (Mike Bloomfield, Nick Gravenites)
3. Do I Care – 3:07 (Merle Saunders, Maria Muldaur)
4. Lonesome Star Blues – 4:17 (Maria Muldaur)
5. Here I Come (There She Goes) – 2:17 (Mike Bloomfield, Nick Gravenites)
6. If You Cared – 2:24 (Mike Bloomfield, Nick Gravenites)
7. Theme from Steelyard Blues (Drive Again) – 2:34 (Mike Bloomfield, Nick Gravenites)

## Musicisti
- Mike Bloomfield - voce, chitarra
- Nick Gravenites - voce, chitarra
- Paul Butterfield - voce, armonica
- Maria Muldaur - voce, chitarra, handclaps
- Merle Saunders - organo, pianoforte
- Annie Sampson - voce (brano A7 & B6)
- John Kahn - basso
- Christopher Parker - batteria